# Бойко-Блохін Юрій Гаврилович
Ю́рій Гаври́лович Бо́йко-Блохі́н  (нім. Jurij Bojko-Blochyn; 25 березня 1909, Миколаїв — 17 травня 2002, Мюнхен) — український та німецький літературознавець, театрознавець, громадський і політичний діяч. Був членом Проводу ОУН у період II Світової війни та професором Мюнхенського Українського вільного університету (УВУ) та Мюнхенського університету Людвіга-Максимиміліана (УЛМ).
Від 1945 разом з першою дружиною Олександрою Сулима-Блохиною жив у Мюнхені (Німеччина). Член НТШ (з 1950), професор УВУ (Мюнхен, 1950), професор УЛМ (Мюнхен, 1962). У ? році одружився вдруге з Дариною Тетериною-Блохин.

## Життєпис
Народився 25 березня 1909 року в Миколаєві де його батько, уродженець Полтавщини, працював на місцевому кораблебудівельному заводі. Мати походила з Київщини, своїх дітей родина виховувала на поезії українських класиків, зокрема Т. Шевченка, читали П. Куліша, М. Грушевського. На чільному місці в них були видання Б. Грінченка, «Історія України» Миколи Аркаса, оповідання А. Кащенка — все те, що мало формувати з дитинства національну свідомість майбутнього дослідника. Згодом Юрій захопився історичними працями М. Костомарова, М. Грушевського, літописами С. Величка й Самовидця. А спілкування з Миколою Хвильовим та його однодумцями зіграло велику роль у формуванні його світогляду.
Активізовуватися в українському розумінні, за словами самого Юрія Бойко, він почав рано. Хлопчиною, навчаючись у трудовій школі, написав «Історію України» на основі праць Грушевського й Аркаса, прикрасив її ілюстраціями. Та «Історія…» мало розголос і викликала зацікавленість у школярів і вчителів українознавства багатьох шкіл.
Юрій дуже легко ступив на шлях активності серед української молоді у 1926 році. Уклавши стінну газету, він переписав її і розвісив в 10 школах, закликаючи молодь об'єднатися навколо завдань, які ставив тодішній уряд — а саме, навколо українізації і шкільництва і всього культурного життя. З цією метою він проголосив заснування української організації «Гарт юнаків». Це був, очевидно, ще несвідомий, але виступ проти комсомолу, бо в ті часи ніяких інших молодіжних організацій, крім комсомолу, вже не існувало.
Філологічну освіту Юрій Бойко отримує спочатку в Миколаївському інституті, а потім в Одеському народної освіти, який закінчив в 1931 році. У 1927 р. Юрій вперше відвідав Київ, познайомився з видатними людьми з театрального світу, зокрема, з Киселем, Руліним, відвідав виставку «З історії українського театру». Огляд цієї виставки опублікували в журналі «Шляхи мистецтва». Перша ґрунтовна розвідка про київський молодий театр вийшла у 1930 році, на основі інтерв'ю з Лесем Курбасом.
- По закінченні університету Юрій вчителював У Маріуполі, у Харкові, Херсоні.
- У 1931—1932 роках завідував педагогічною частиною технікуму точної механіки і працював викладачем української мови і літератури у школі фабрично-заводського навчання в Харкові.
- У 1932—1933 роках працював викладачем української мови і літератури при комбінаті робітничої освіти у Херсоні.
- Невдовзі, у 1933 вступив до аспірантури Харківського інституту літератури імені Т. Г. Шевченка ВУАН й водночас працював у текстологічній комісії з підготовки ювілейного видання творів Т. Г. Шевченка (до 120-річчя від дня народження).
- У 1930-і роки Юрій Бойко розпочав літературно-критичну діяльність, друкуючи статті в журналах «Життя і революція», «Літературна критика», «Літературний журнал», «Литературная учеба».
- В 1935 році Юрія Бойко звільнили з роботи за національні погляди. Під час війни, проживаючи у Харкові, він працював у газеті «Нова Україна», завідував відділом літератури, науки і мистецтва.
- З 1941 року починає зі своїми побратимами активну роботу в Організації українських націоналістів, склавши присягу перед Кононенком, керівником терену на Харківщині(1942—1943), співробітником О.Ольжича(1943—1944), з літа 1944 до кінця квітня 1945 р. був керівником ОУН окупованої німцями України, давав настанови, інструкції людям, які повертались до України
- З осені 1945 до 1964 р. Юрій Бойко — член Проводу Організації Українських Націоналістів.

В основі світоглядної концепції націоналізму Ю.Бойка — два визначних поняття: нація як головний історіотворчий чинник та людина як основна динамічна сила нації. Визволення української нації, її змужніння йтиме в арі з духовним збагаченням і зростанням української людини.
З кінця 1943 р. Юрій Бойко змушений був виїхати до Львова, а згодом емігрувати до Німеччини. Місцем його проживання з 1945 року став Мюнхен. Тут, в Українському вільному університеті, він здобув звання професора історії української літератури, був деканом і навіть ректором. У 1960-х роках став професором історії слов'янських літератур.
У полі зору вченого — Марко Вовчок, Михайло Драгоманов, Олександр Кониський, Михайло Коцюбинський, Сергій Єфремов. Його цікавлять проблеми російського народництва, українського романтизму ХІХ століття, мазепинська і післямазепинська доба, порівняльне вивчення історії східнослов'янських літератур Та найяскравіше в томах Ю. Бойко-Блохина представлені сподвижники українського національного відродження 1920-30-х років. Він ґрунтовно дослідив творчий доробок М.Хвильового, ознайомився з архівом Г.Косинки(тоді і зробив публікацію його новели «Фавст»)

## Академічна кар'єра
З 1962 року проф Бойко-Блохін за рекомендацією німецького професора Кошмідера став працювати в Людвіґ-Максиміліянському Університеті, як професор-гість.
У 1989 році професор Бойко-Блохін вважав за потрібне припинити викладати у Мюнхенському університеті Людвіга-Максимиміліана, зберігаючи свої професорські права, передбачені університетським кодексом.

## Творча бібліографія

### Україномовні наукові роботи
Юрій Бойко-Блохін автор численних наукових праць про творчість творчість українських письменників-романістів, зокрема Юріій-Блохін писав про творчість Миколи Хвильового, Валер'яна Підмогильного, Олега Ольжича, Олеся Гончара, Михайла Коцюбинського тощо. Окрім того Бойко-Блохін автор багатьох наукових праць з історії української прозової літератури, зокрема:
- «Шевченко і Москва» [Архівовано 8 грудня 2015 у Wayback Machine.] (1952),
- «Бєлінський і українське національне відродження» (1952)
- «Творчість Тараса Шевченка на тлі західноєвропейської літератури» [Архівовано 8 грудня 2015 у Wayback Machine.] (1956).

Юрій Бойко-Блохін автор численних наукових праць про творчість творчість українських письменників-драматургів, зокрема Юріій-Блохін писав про творчість Лесі Українки, Володимира Винниченка тощо. Окрім того Юріій-Блохін писав про творчість російських письменників-драматургів та романістів, таких як Антон Чехова, Віссаріон Бєлінського тощо. Окрім того Бойко-Блохін автор багатьох наукових праць з історії історії української драматургічної літератури, зокрема:
- «Молодий театр у Києві» (1930)
- «Про Марка Кропивницького» (1942),
- «П'ять великих акторів сцени» (1955),
- «Первісні зародки театрального дійства та старовинний театр на Україні» (1990);

Юрій Бойко-Блохін автор численних історичних та історико-політичних досліджень:
- «Ідея і чин» (1943); перевидана під назвою «Шлях нації» [Архівовано 24 жовтня 2021 у Wayback Machine.] (1992),
- «Євген Коновалець і Осередньо-Східні Землі» (1947),
- «Проблеми історіософії українського націоналізму» [Архівовано 4 березня 2016 у Wayback Machine.] (1950),
- «Основи українського націоналізму» [Архівовано 8 грудня 2015 у Wayback Machine.] (1951, присвячена Миколі Кулішу),
- «Російське історичне коріння більшовизму» [Архівовано 8 грудня 2015 у Wayback Machine.] (1955),
- «Російське народництво як джерело ленінізму-сталінізму» [Архівовано 8 грудня 2015 у Wayback Machine.] (1959),
- «Російські історичні традиції в большевицьких розв'язках національного питання» [Архівовано 8 грудня 2015 у Wayback Machine.] (1964) та ін.

Зібрання творів:
- Вибране т.1 (1971)
- Вибране т.2 (1974)
- Вибране т.3 (1981)
- Вибране т.4 (1990)

Епістолярна спадщина Юрія Бойко-Блохіна видана посмертно його другою дружиною Дариною Тетерина-Блохин у 4 томах: 
- Тетерина-Блохин Дарина. Епістолярна спадщина Юрія Бойка-Блохина: Том І. Мюнхен-Київ, 2007. ? стор. ISBN
- Тетерина-Блохин Дарина. Епістолярна спадщина Юрія Бойка-Блохина: Том ІІ. Мюнхен-Тернопіль, 2014. 500 стор. ISBN
- Тетерина-Блохин Дарина. Епістолярна спадщина Юрія Бойка-Блохина: Том III.. Pа заг. ред. П. П. Кононенка. Мюнхен-Тернопіль: Нім.-Укр. наук. об-ня ім. Ю. Бойка-Блохина; Мюнхен-Тернопіль: Вектор, Осадца Ю. В.. 2017. 601 стор. ISBN 978-617-7516-38-4

### Німецькомовні наукові роботи
Німецькомовні книги
- Bojko-Blochyn, Jurij. Ukrainische Romantik und Neuromantik vor dem Hintergrund der europäischen Literatur. [Beiträge zur neueren Literaturgeschichte. Dritte Folge. Band 66.]. Heidelberg: Carl Winter Universitätsverlag. 152 s. ISBN 9783533035381

## Родина
Перша дружина Олександра Сулима-Блохина. У ? році одружився вдруге з Дариною Тетериною-Блохин.

## Вшанування пам'яті
В Миколаєві існує вулиця Бойка-Блохіна. 2019 року з нагоди 110 років з дня народження Бойка-Блохіна громада Миколаєва намагалася отримати дозвіл від міської влади на встановлення йому меморіальної дошки за адресою Потьомкінській, 79. (дім де він народився), однак отримала відмову від влади міста.
З 2007 року у Мюнхені з діє Німецько-українське наукове об'єднання імені Ю. Бойка-Блохина, директором та засновником якого є його дружина Дарина Тетерина-Блохин.